# سام روبن
سام روبن (بالإنجليزية: Sam Ruben)‏ هو عالم كيمياء حيوية وكيميائي أمريكي، ولد في 5 نوفمبر 1913 في سان فرانسيسكو في الولايات المتحدة، وتوفي في 28 سبتمبر 1943.